# Hirtenberg
Hirtenberg (česky doslovně Pastýřský vrch) je 400 m vysoký vrch na území města Neustadt in Sachsen v zemském okrese Saské Švýcarsko-Východní Krušné hory v Sasku.

## Charakteristika
Vrch leží v německé části Šluknovské pahorkatiny (Lausitzer Bergland) a její mesogeochoře Západní hornolužická vrchovina (Westliches Oberlausitzer Bergland). Geologické podloží tvoří dvojslídý hybridní granodiorit, po jehož těžbě je bezprostředně jižně od vrcholu dochovaný lom. Převládajícím půdním typem je podzolová kambizem. Podél jižního až východního úpatí protéká Schluckenbach, který je levým přítokem Langburkersdorfského potoka (horní tok Polenze). Schluckenbach protéká soustavou rybníků Ochsenteiche a dále rybníky Schluckenteich a Mühlteich. Celý vrch náleží k povodí Labe a k úmoří Severního moře. Většina vrchu je zemědělsky využívána, při úpatích se však rozkládá zástavba města. Západní úpatí je hranicí mezi Šluknovskou pahorkatinou a Západolužickou pahorkatinou a vrchovinou.